# MED12L
MED12L‏ (Mediator complex subunit 12 like) هوَ بروتين يُشَفر بواسطة جين MED12L في الإنسان.